# 4つの歌 (ストラヴィンスキー)
『4つの歌』（よっつのうた、英: Four Songs）は、イーゴリ・ストラヴィンスキーが1953年から1954年にかけて作曲した、室内楽伴奏による小歌曲集。第一次世界大戦のころに作曲されたピアノ伴奏のロシア語歌曲集『子供のための3つのお話』と『4つのロシアの歌』から抜粋して編曲したものである。本項目では原曲についても記述する。

## 概要
1914年から1919年にかけて、スイスに住んでいたストラヴィンスキーはロシアの民話や民謡を歌詞とする短い土俗的な歌曲を数多く書き、それらを『プリバウトキ』や『猫の子守唄』など、いくつかの歌曲集にまとめて出版した。『子供のための3つのお話』と『4つのロシアの歌』も同類の歌曲集である。

## 子供のための3つのお話
『子供のための3つのお話』(露: Детские песенки、仏: Trois histoires pour enfants) は、1915年から1917年12月にかけてモルジュで作曲されたピアノ伴奏によるロシア語歌曲集であり、次男のスリマ（1917年当時7歳）に献呈された。ロシア語の題名は単に『子供の歌』という意味である。歌詞は第1曲がシェイン（ロシア語版）、他はアファナーシェフにもとづく。フランス語訳はシャルル＝フェルディナン・ラミュによる。
1. ティリンボン Тилим-бом / Tilimbom
2. ガチョウと白鳥 Гуси, Лебеди ... / Les canards, les cygnes, les oies ...
3. くまの歌 Песенка Медведя / Chanson de l'ours

3つの歌はいずれも動物が主人公になっている。この点は『きつね』と同様であり、『きつね』も最初は『子供の歌』のひとつとして書きはじめられたらしい。
「ティリンボン」では、ヤギ小屋が火事になり、ヤギが飛びだすといったナンセンスな歌詞を持つ。ピアノ伴奏のオスティナートは『兵士の物語』のコントラバスを思わせる。
「ガチョウと白鳥」は、ひとりの子供が狼になってほかの子供を追いかける鬼ごっこで使われる歌だという。音楽は『プリバウトキ』との共通性が強い。
「くまの歌」は最初に書かれた。極端に単純な曲で、伴奏は熊の足取りを暗示する2つの音をくり返すだけである。きこりが熊の足を切り、妻がそれを料理する。熊は義足をきしませながら、きこりの小屋を襲い、きこりと妻を食べてしまう。

## 4つのロシアの歌
『4つのロシアの歌』(仏: Quatre chants russes) は、1918年から1919年10月にかけてモルジュで作曲されたピアノ伴奏によるロシア語歌曲集である。ロシア民話・民謡にもとづく最後の曲であり、ストラヴィンスキーが書いた最後のロシア語歌曲でもある（オペラ『マヴラ』のアリアを除く）。
自伝によれば、1919年にクロアチア人ソプラノ歌手マヤ・ストロッツィ＝ペチッチ（クロアチア語版、ボリス・パパンドプロの母）からの依頼で作曲された。ただし、完成する前にストロッツィ＝ペチッチはスイスを去ったため、この曲を歌うことはなかった。
曲の内容は雑多である。歌詞は第1曲がサハロフ、第2・3曲がキレーエフスキー、最後の曲はロジェストヴェンスキーとウスペンスキーにもとづく。歌詞はラミュによってフランス語に翻訳された。
1. 雄ガモ（輪舞曲） Селезень (Хороводная) / Canard (Ronde)
2. かぞえ歌 Запевная / Chanson pour compter
3. 皿占いの歌 Подблюдная / Le Moineau est assis...
4. 神秘教団の歌 Сектантская / Chant dissident

第1曲は『子供のための3つのお話』第2曲と同様の鬼ごっこの歌で、子供たちが手をつないで輪をつくり、回りながら歌う。輪の中には雄ガモ役とアヒル役の子供がはいる。雄ガモはアヒルをつかまえようとし、アヒルは輪から出ようとする。
第2曲は日本の「どちらにしようかな・ずいずいずっころばし」と同様の、何かを選ぶ歌のひとつで、歌詞の意味はよくわからない。
第3曲は合唱曲『4つのロシア農民の歌』と同様に皿占いの歌を歌詞としている。リチャード・タラスキンによると、この歌は見知らぬ土地への長期の旅行を意味し、歌詞の「よその垣根に止まる雀」や「15ベルスタの長さに伸びる狼の尾」は遠い外国の地で過ごすストラヴィンスキーの暗喩になっているという。
第4曲はもっとも特徴のある曲で、他の3曲と異質なものになっている。ストラヴィンスキーは当初フルートとツィンバロムによる伴奏を考えていた。旋律もメリスマ的で、他の曲と異なる。歌詞は鞭身派（霊的キリスト教を参照）の儀式の歌で、雪の中に道を失い、父なる神のもとにたどりつくことができないが、神をたたえる。この曲についてもストラヴィンスキーが「訣別の辞を故郷ロシアにむけて捧げる声」という解釈がなされることがある。

## 4つの歌
『4つの歌』(Four Songs) は、『子供のための3つのお話』から「くまの歌」を除く2曲と、『4つのロシアの歌』からの2曲から構成される。伴奏はフルート、ハープ、ギターによる。ロシア語の音声転写表記と英語による歌詞がついている。
『4つのロシアの歌』とも呼ばれるが、1919年の『4つのロシアの歌』と共通する曲は2曲しかない。
1. 雄ガモ (The Drake) - 『4つのロシアの歌』第1曲
2. ロシア霊歌 (A Russian Spiritual) - 『4つのロシアの歌』第4曲
3. ガチョウと白鳥 (Geese and Swans) - 『子供のための3つのお話』第2曲
4. ティリンボン (Tilimbom) - 『子供のための3つのお話』第1曲

## その他の編曲
「ティリンボン」は1923年に管弦楽伴奏に編曲された。